# Liste der Monuments historiques in Vosne-Romanée
Die Liste der Monuments historiques in Vosne-Romanée führt die Monuments historiques in der französischen Gemeinde Vosne-Romanée auf.

## Liste der Objekte
| Bezeichnung                                      | Beschreibung          | Standort                                  | Kennzeichnung | Schutzstatus | Datum | Bild |
| ------------------------------------------------ | --------------------- | ----------------------------------------- | ------------- | ------------ | ----- | ---- |
| Glocke (1)                                       | Bronze, 1740 gegossen | in der Kirche St-Martin (Lage)            | PM21002591    | Classé       | 1908  |      |
| Wandvertäfelung des Chorraums und Kirchenschiffs | Holz, 18. Jahrhundert | in der Kirche St-Martin (Lage)            | PM21002592    | Classé       | 1914  |      |
| Glocke (2)                                       | Bronze, 1667 gegossen | in der Domaine de la Romanée-Conti (Lage) | PM21004867    | Inscrit      | 2013  |      |